# Coccygidium concolor
Coccygidium concolor är en stekelart som först beskrevs av Gyöö Viktor Szépligeti 1908.  Coccygidium concolor ingår i släktet Coccygidium och familjen bracksteklar. Inga underarter finns listade i Catalogue of Life.